# Dải sáng rõ
Dải sáng rõ (chữ Anh: photic zone hoặc euphotic zone, chữ Hán: 透光带 hoặc 真光带), thêm tên gọi tầng sáng thấu qua, tầng sáng thật, dải khơi tầng ngoài, là chỉ tầng nước mà tia sáng có thể lọt qua hết cả để cho thực vật tiến hành tác dụng quang hợp. Lượng sáng chiếu vào trong nước biển tuỳ theo độ sâu mà giảm bớt, cái này quan hệ mật thiết với sự sinh trưởng của thực vật phù du và rong biển. Độ sâu của dải sáng rõ dựa vào phân chia vùng biển và mùa tiết (mùa, tiết khí) mà khác biệt, nhưng tổng quát từ mặt ngoài biển cho đến bề sâu của nước khoảng 100 đến 200 mét, tầng này thực thể nước bị ảnh hưởng của tầng khí quyển và ánh sáng mặt trời, nhiệt độ nước thường có sự biến động mang tính mùa tiết rõ rệt, có sẵn năng lực sinh sản cơ sở, cũng là tầng nước cao nhất của mật độ các loài sinh vật. Khi độ sâu đó đạt tới 200 mét, có thể thấy ánh sáng đã cơ bản bị hấp thu hầu như tất cả, một tấm "vùng chiếu sáng" này từ 200 mét trở lên trên được gọi là tầng sáng thấu qua. Độ sâu của tầng sáng thấu qua bị tính chất nước của thực thể nước ảnh hưởng, ở trong thực thể nước hỗn độn, tầng sáng thấu qua có khả năng ít hơn 01 mét; ở trong thực thể nước thanh khiết lại có thể đến 50 mét. Bắt đầu từ mặt ranh giới khí quyển - nước, khu vực của tầng sáng thật một mạch kéo duỗi lan rộng đến khi độ sáng của tia sáng xuống thấp đến 1% độ sáng của mặt ngoài (cũng gọi là độ sâu tầng sáng thật).

## Điều kiện tia sáng và tính chất phân chia dải
Mô thức phân bố sinh vật ưa sáng được tiếp thu chọn dùng ở phương diện sinh thái và vùng biển sâu. Thông thường có thể tính toán và phân chia ra dải sáng rõ mà ánh sáng thấu qua và dải tối đen mà ánh sáng không thấu qua. Dùng khái niệm khác có thể tính toán và phân chia ra ba dải.

### Dải sáng rõ
Ở dải sáng rõ tia sáng chiếu suốt đầy đủ có duy trì hỗ trợ tác dụng quang hợp. Phạm vi của nó chính là bề sâu 1% khi ánh sáng nhìn thấy giảm bớt đến mặt nước tiếp xúc. Đường ranh này gần giống tương đương với độ sâu bù đắp lớn nhất của loài tảo, cũng tương đương với giới hạn dưới của quần sinh thái (ecogroup) chất diệp lục. Dải sáng rõ cũng bao gồm dải triều lên, dải triều giữa và một phần dải triều xuống. Dùng tính sai biệt của vi khuẩn tảo lam cá biệt và tổ hợp loài tảo ở bên trong đá, có thể đem dải sáng rõ chia nhỏ thành dải sáng rõ ngắn và dải sáng rõ lâu.

### Dải sáng rất nhỏ
Dải sáng kém là một dải sáng rất nhỏ, đặc trưng chủ yếu của nó là tia sáng không tươi sáng và lại có tác dụng quang hợp khá ít. Vị trí của định nghĩa đường ranh giới của dải sáng kém và dải không sáng xuất hiện ở nhiều sinh vật đa tế bào tự dưỡng quang hợp mang tính chuyên môn. Giới hạn này tương đương với giới hạn dưới của quần sinh thái tảo đỏ, ở vị trí đó chỉ có 0,01% đến 0,001% tia sáng thấu qua mặt nước; giới hạn này tương đương với vị trí xuất hiện của tảo san hô hình dạng vỏ. Dải này có lúc cũng sẽ được cho biết là phần đáy của dải sáng rõ. Ánh sáng kém là tương đối hay thấy ở nơi có bóng tối, thí dụ như hang đá ở đáy biển và đá ngầm sinh vật (biogenic reef).

### Dải không sáng
Ở dải không sáng, tia sáng đầy đủ không cung cấp cho tác dụng quang hợp. Sinh vật dùi lỗ cực kì nhỏ ở bên trong đá hạn chế ở đơn nguyên phân loại của sinh vật hoá năng. Dải không sáng bao gồm nơi sâu của thềm lục địa và đáy biển sâu.

## Nhận biết dải sáng rõ và dải không sáng

### Tiêu chí thẩm xét không sáng
Thành phần cấu tạo của viên đá chứa muối cácbônát của loại hình nào đó bị ảnh hưởng của môi trường tia sáng. Đa số hạt bọc (coated grain) và đá hình hạch có chứa bộ xương giống như tầng lỗ, tầng hang thì sản sinh ở dải sáng rõ có tia sáng tốt.
Hạt hột tập hợp xuất hiện với số lượng nhiều ở phần phía trên của dải sáng rõ.

### Tảo và vi khuẩn tảo lam
Xuất hiện loài tảo có chất liệu của calci. Dạng thức phân bố của ngành Tảo lam về phương diện độ sâu chật hơn rất nhiều so với ngành Tảo đỏ, ngành Tảo đỏ có thể lợi dụng độ mạnh tia sáng vô cùng ngắn kém và ánh sáng có bước sóng đặc thù. Do đó ngành Tảo đỏ mà có hình dạng san hô thì có khả năng xuất hiện ở trong nước biển mà thêm sâu hơn 200 mét về phía dưới.
Chi Tảo cành thô (Liagora) bị hạn chế ở bên trong phạm vi bề sâu nước chỉ mấy mét; phạm vi độ sâu mà tảo lục thuộc Chi Tảo quạt calci (Udotea) tồn tại là ở giữa từ mấy chục xentimét đến khoảng chừng 80 mét.

## Sinh vật phù du
Thực vật phù du phân bố theo phương thẳng đứng do vì tiến hành tác dụng quang hợp, chỉ phân bố ở tầng trên có chiếu sáng ở biển và đại dương (khoảng chừng 0 đến 200 mét, gọi là tầng sáng thật). Ngành Tảo lam thường hay phân bố ở phần trên của tầng sáng thật, lớp Tảo silic thì có thể phân bố ở suốt cả tầng sáng thật. Thực vật phù du đều có phân bố ở các tầng nước trên, giữa và dưới, nhưng mà chủng loại và số lượng không giống nhau. Chi Tảo tóc buộc chủ yếu phân bố ở mặt nước tầng ngoài của vùng biển nghèo thiếu muối dinh dưỡng ở vùng nhiệt đới và á nhiệt đới, đặc điểm môi trường của nó là: cuộn nước tương đối ổn định, độ đậm đặc của muối dinh dưỡng ở vùng biển khá thấp, tỉ lệ thấu qua của ánh sáng khá cao, lượng sinh vật Tảo tóc buộc thông thường ở dòng vọt biên giới (boundary curent) khá lớn, ví như dòng vọt (gush) của vịnh Mêxicô, dòng vọt của Thủy triều đen và vùng nước hồ dốc của vùng biển nhiệt đới. Chi Tảo tóc buộc đạt tới có lượng sinh vật khá cao ở vùng nước tầng ngoài mà thiếu hụt dinh dưỡng chủ yếu là bởi vì: chi Tảo tóc buộc đạt tới đem khí nitơ trong không khí chuyển hoá thành nguyên tố nitơ tồn tại bằng hình thái hợp chất để cung cấp dinh dưỡng cho bản thân, bởi vì bên trong tế bào của chi Tảo tóc buộc có chứa bọt khí để cho nó cung cấp lực nổi khiến cho toàn thân tảo có khả năng nổi ở vùng nước tầng ngoài, đồng thời do vì tế bào có sẵn kết cấu quang hợp đặc thù khiến cho chi Tảo tóc buộc có khả năng sinh sôi nẩy nở ở trong tầng sáng thấu qua mà độ chiếu sáng khá mạnh. Ở trong hệ thống sinh thái tầng sáng thật của biển và đại dương, quần thể Tảo tóc buộc thông thường cung cấp môi trường rất tốt cho sự sinh trưởng của sinh vật khác (ví như lớp Tảo silic, ngành Trùng tóc hai roi, chủng loại động vật nguyên sinh, lớp Thủy tức và á lớp Chân cong) và lại cung cấp dinh dưỡng hữu cơ cho sinh vật khác.

## Muối dinh dưỡng
Hàm lượng muối dinh dưỡng có ở sắt khá cao, vùng biển có hàm lượng chất diệp lục khá thấp xây dựng tác dụng hạn chế chủ yếu về lực sinh sản sơ cấp, sắt chủ yếu thông qua tác dụng lắng đọng vật trầm tích của khí quyển mà tiến vào vùng nước tầng sáng thật của biển và đại dương.

## Tác dụng trong Tuần hoàn hoá học địa cầu sinh vật
Quá trình vận chuyển vào của dinh dưỡng nitơ trong dải sáng rõ ở biển và đại dương chủ yếu có hai nguồn gốc: cố định nitơ sinh vật và nguyên tố nitơ chứa trong nitrát được vận chuyển vào theo phương thẳng đứng của dòng lên cao, tác dụng của hai cái này mà ở trong quá trình hấp thu đối với cácbôn dioxide ở dải sáng rõ không giống nhau hoàn toàn, so với cố định nitơ sinh vật, nguyên tố nitơ chứa trong nitrát được vận chuyển vào đồng thời theo cùng sự vận chuyển vào của đại lượng cácbôn dioxide và muối phosphat, cái này đã làm xuống thấp lượng hấp thu thanh khiết của cácbôn dioxide trong khí quyển. Tuy nhiên nguyên tố nitơ được vận chuyển vào thông qua cố định nitơ sinh vật thì lấy tỉ lệ Redfield đối ứng lượng hấp thu thanh khiết của dải sáng rõ ở biển và dương về cácbôn dioxide trong khí quyển.